# José María Esteban Celorrio
José María Esteban Celorrio, né à Lérida le 27 mai 1954, est un kayakiste espagnol.
Il commence la pratique du canoë-kayak à l'âge de treize ans, au sein du Centro Natación Helios, un centre sportif situé à Saragosse, dans la province d'Aragon. Il remporte les championnats d'Espagne des jeunes en 1971 dans quatre épreuves et se classe sixième des championnats d'Europe juniors en 1971.
L'occasion de participer aux Jeux olympiques lui est offerte alors qu'il concourt encore chez les jeunes. Il n'a en effet que dix-huit ans lorsqu'il est sélectionné pour ceux de Munich, en 1972. Il atteint les demi-finales en K2 1000 m. Trois ans plus tard, en 1975 à Belgrade, il fait partie de l'équipage espagnol champion du monde en K4 1000 m. Il est alors désigné "meilleur sportif d'Aragon". Les Espagnols confirment leur excellent niveau aux Jeux de Montréal, en 1976, en obtenant la médaille d'argent derrière l'équipage soviétique. Celorrio est de nouveau médaillé aux championnats du monde de 1978, décrochant l'argent en K4 500 m et le bronze en K4 1000 m.
En 2021, il est élu président du Centro Natación Helios.